# Detroit Beach
Detroit Beach is een plaats (census-designated place) in de Amerikaanse staat Michigan, en valt bestuurlijk gezien onder Monroe County.

## Demografie
Bij de volkstelling in 2000 werd het aantal inwoners vastgesteld op 2289.

## Geografie
Volgens het United States Census Bureau beslaat de plaats een oppervlakte van
1,7 km², waarvan 1,6 km² land en 0,1 km² water.

## Plaatsen in de nabije omgeving
De onderstaande figuur toont nabijgelegen plaatsen in een straal van 12 km rond Detroit Beach.